# Макрайтер, Джон
Джон Макрайтер (англ. John MacWhirter, 27 марта 1837 — 28 января 1911) — шотландский пейзажист.

## Биография
Джон был третьим ребёнком из четырёх. Он ходил в школу в Колинтоне, а после смерти отца устроился в книжную лавку «Oliver & Boyd» в Эдинбурге. Там он оставался всего несколько месяцев, после чего поступил в Академию Попечителей (Эдинбургскую художественную школу) в обучение к Роберту Скотту Лаудеру  и Джону Баллантайну. Он много времени посвящал работе на плэнере и созданию эскизов. Его первая работа была выставлена в Королевской шотландской академии, когда ему было 14; это была картина «Старый коттедж в Брейде». В 1880 году Макрайтер стал Почётным членом академии. Художник много путешествовал по таким странам, как Италия (включая Сицилию), Швейцария, Австро-Венгрия, Османская империя и США. В 1867 году он переехал в Лондон.  4 мая 1893 года был выбран членом Королевой академии.
Джон Макрайтер в то время специализировался на романтичных пейзажах, для создания которых проводил много времени в холмистой местности Пертшира. Под влиянием Джона Эверетта Милле он экспериментировал с элементами стиля, характерного  прерафаэлитов, но в итоге вернулся к собственной манере. Совместно с Джоном Пети, другим учеником Лаудера, он проиллюстрировал две книги.
В 1872 году художник женился на Катерине Кован Мензис (род. 1843). У них родилось две дочери и два сына:
- Агнес Хелен («Нан»; род. 1873). Замужем за художником Чарльзом Симсом.
- Хелен Агнес (род. 1875), замужем за Сидни Малкольмом Бэрдом.
- Ульрих Джордж (род. 1878)
- Алан Гордон (род. 1882), был женат на Дорис Мэй Кук.

Многие картины Макрайтера хранятся в известных британских музеях, включая коллекцию лондонского университета, музеи Дерби и музей Челтенхама.

## Галерея
- Июнь в австрийском Тироле.
- Венецианский канал.
- Гавань Генуи на закате.
- Старый Эдинбург.
- Пейзаж. Болото.
- Пейзаж с кельтским крестом.
- Древесная арка.